# Poimenski seznam evroposlancev iz Slovenije
Poimenski seznam evroposlancev iz Slovenije.

## Seznam
| Slika | Slika                     | Ime                  | Stranka/lista                                               | Evropska stranka                                       | Št. mandatov | Mandat              | Opombe                                                                           |
| ----- | ------------------------- | -------------------- | ----------------------------------------------------------- | ------------------------------------------------------ | ------------ | ------------------- | -------------------------------------------------------------------------------- |
|       | Klikni za spremembo slike | Franc Bogovič        | Slovenska ljudska stranka                                   | Evropska ljudska stranka - Evropski demokrati          | 2            | 2014–2024           |                                                                                  |
|       | Klikni za spremembo slike | Mihael Brejc         | Slovenska demokratska stranka                               | Evropska ljudska stranka - Evropski demokrati          | 1            | 2004–2009           |                                                                                  |
|       | Klikni za spremembo slike | Milan Brglez         | Socialni demokrati                                          | Stranka evropskih socialistov                          | 1            | 2019–2024           |                                                                                  |
|       | Klikni za spremembo slike | Mojca Drčar Murko    | Liberalna demokracija Slovenije                             | Skupina zavezništva liberalcev in demokratov za Evropo | 1            | 2004–2009           |                                                                                  |
|       | Klikni za spremembo slike | Tanja Fajon          | Socialni demokrati                                          | Stranka evropskih socialistov                          | 3            | 2009–2022           | leta 2022 je postala ministrica v 15. vladi Republike Slovenije                  |
|       | Klikni za spremembo slike | Branko Grims         | Slovenska demokratska stranka                               | Evropska ljudska stranka - Evropski demokrati          | 1            | 2024–2029           |                                                                                  |
|       | Klikni za spremembo slike | Klemen Grošelj       | Lista Marjana Šarca (2019–2022) Gibanje Svoboda (2022–2024) | Zavezništvo liberalcev in demokratov za Evropo         | 1            | 2019–2024           |                                                                                  |
|       | Klikni za spremembo slike | Romana Jordan Cizelj | Slovenska demokratska stranka                               | Evropska ljudska stranka - Evropski demokrati          | 2            | 2004–2014           |                                                                                  |
|       | Klikni za spremembo slike | Irena Joveva         | Lista Marjana Šarca (2019–2022) Gibanje Svoboda (2022–2024) | Zavezništvo liberalcev in demokratov za Evropo         | 2            | 2019–2029           |                                                                                  |
|       | Klikni za spremembo slike | Aurelio Juri         | Socialni demokrati                                          | Stranka evropskih socialistov                          | 1            | 2008–2009           | leta 2008 zamenjal Boruta Pahorja                                                |
|       | Klikni za spremembo slike | Jelko Kacin          | Liberalna demokracija Slovenije                             | Skupina zavezništva liberalcev in demokratov za Evropo | 2            | 2004–2014           |                                                                                  |
|       | Klikni za spremembo slike | Mojca Kleva          | Socialni demokrati                                          | Stranka evropskih socialistov                          | 1            | 2011–2014           | 9. maja 2011 prevzela mandat Zorana Thalerja                                     |
|       | Klikni za spremembo slike | Zofija Mazej Kukovič | Slovenska demokratska stranka                               | Evropska ljudska stranka - Evropski demokrati          | 1            | 2009–2014           |                                                                                  |
|       | Klikni za spremembo slike | Matjaž Nemec         | Socialni demokrati                                          | Stranka evropskih socialistov                          | 2            | 2022–2029           | zamenjal Tanjo Fajon                                                             |
|       | Klikni za spremembo slike | Ljudmila Novak       | Nova Slovenija                                              | Evropska ljudska stranka - Evropski demokrati          | 2            | 2004–2009 2019–2024 |                                                                                  |
|       | Klikni za spremembo slike | Borut Pahor          | Socialni demokrati                                          | Stranka evropskih socialistov                          | 1            | 2004–2008           | odstopil po izvolitvi za predsednika Vlade RS zamenjal ga je Aurelio Juri        |
|       | Klikni za spremembo slike | Lojze Peterle        | Nova Slovenija                                              | Evropska ljudska stranka - Evropski demokrati          | 3            | 2004–2019           |                                                                                  |
|       | Klikni za spremembo slike | Vladimir Prebilič    | VESNA – zelena stranka                                      | Evropska zelena stranka                                | 1            | 2024–2029           |                                                                                  |
|       | Klikni za spremembo slike | Marjan Šarec         | Gibanje Svoboda                                             | Renew Europe                                           | 1            | 2024–2029           |                                                                                  |
|       | Klikni za spremembo slike | Igor Šoltes          | Verjamem                                                    | Evropska zelena stranka                                | 1            | 2014–2019           |                                                                                  |
|       | Klikni za spremembo slike | Patricija Šulin      | Slovenska demokratska stranka                               | Evropska ljudska stranka - Evropski demokrati          | 1            | 2014–2019           |                                                                                  |
|       | Klikni za spremembo slike | Zoran Thaler         | Socialni demokrati                                          | Stranka evropskih socialistov                          | 2            | 2004–2011           | odstopil 21. marca 2011 zaradi obtožb o podkupovanju zamenjala ga je Mojca Kleva |
|       | Klikni za spremembo slike | Zala Tomašič         | Slovenska demokratska stranka                               | Evropska ljudska stranka - Evropski demokrati          | 1            | 2024–2029           |                                                                                  |
|       | Klikni za spremembo slike | Romana Tomc          | Slovenska demokratska stranka                               | Evropska ljudska stranka - Evropski demokrati          | 3            | 2014–2029           |                                                                                  |
|       | Klikni za spremembo slike | Matej Tonin          | Nova Slovenija                                              | Evropska ljudska stranka - Evropski demokrati          | 2            | 2024–2029           |                                                                                  |
|       | Klikni za spremembo slike | Ivo Vajgl            | Zares (2009–2014) DeSUS (2014–2019)                         | Skupina zavezništva liberalcev in demokratov za Evropo | 2            | 2009–2019           |                                                                                  |
|       | Klikni za spremembo slike | Milan Zver           | Slovenska demokratska stranka                               | Evropska ljudska stranka - Evropski demokrati          | 4            | 2009–2029           |                                                                                  |